# ロビーニョ
ロビーニョ（Robinho）ことロブソン・デ・ソウザ（Robson de Souza, 1984年1月25日 - ）は、ブラジル・サンパウロ州サン・ヴィセンテ出身の元サッカー選手。ポジションはフォワード。元ブラジル代表。
世界最高クラスのドリブルの名手であり、高い得点力とともに、シザーズなどのフェイントを得意とし、「ドリブル・キング」の異名を持つ。また、ロビーニョとは「小さなロブソン」と言う意味である。

## 来歴

### クラブ
2002年、サントスFCに入団。若手のサッカー選手の宝庫と呼ばれるブラジル国内で実力を発揮し、数々のユース世代の世界大会で注目を集めるようになる。
2005年のFIFAコンフェデレーションズカップ大会終了後、レアル・マドリードが本格的に獲得に動くが、クラブ間の移籍金を目当てとした実母の誘拐などで頓挫。2005-06シーズンから移籍金2400万ユーロで移籍し、正式に加入する。背番号はルイス・フィーゴが着けていた10番ということもあり、期待が窺われた。クラブでは、本来のポジションであるフォワードよりもサイドハーフの位置で起用された。
2007-08シーズンはラウル・ゴンサレス、ルート・ファン・ニステルローイとともに3トップを形成しチームのリーガ2連覇に貢献。しかし、シーズンオフにはクラブが自身をクリスティアーノ・ロナウド獲得のための代替要員として扱ったことに激怒。結局、ロナウドの獲得は叶わなかったためクラブは彼を慰留するも、チェルシーが獲得に名乗りを挙げ、2008-09シーズンのリーグ開幕戦当日にチェルシーへの移籍願望を表明する記者会見を開くなど大きな問題となった。その後もベルント・シュスター監督をはじめチームは彼を説得するも、本人の意思は強く、最終的にマーケット締め切り日の9月1日に移籍金4200万ユーロでマンチェスター・シティに移籍することが発表された。
マンチェスター・シティでは攻撃の中心として活躍し、プレミアリーグ4位タイの14ゴールを挙げたが、2009年1月19日にスペイン・テネリフェで行われたクラブの合宿を無断離脱し、ブラジルへ一時帰国。同年1月27日、14日のリーズのナイトクラブでの強姦の容疑で一時拘束される など素行に問題があり、マーク・ヒューズ監督とは衝突していた。また、チーム自体もプレミアリーグ10位に終わった。
2009-10シーズンは本調子からは遠く、出場機会が減少。1月には古巣のサントスFCへレンタル移籍した。
2010-11シーズンからセリエA・ACミランに移籍金1800万ユーロ、4年契約で移籍。9月11日のACチェゼーナ戦でミランでのデビューを飾り、10月6日のACキエーヴォ・ヴェローナ戦で移籍後初ゴールを挙げた。その後ズラタン・イブラヒモヴィッチ、アレシャンドレ・パト、途中加入のアントニオ・カッサーノらと共に、得点を量産。チームトップタイとなる14得点で、スクデット獲得に貢献した。
2011-12シーズンと2012-13シーズンは、怪我などで出場機会は少なく、目立った活躍もできなかった。
2013-14シーズンは、他のFWの活躍などで、出場機会に恵まれない状態が続いた。夏ごろに古巣のサントスFCへの移籍交渉が話題になったが、結果的には年俸の折り合いが付かずに破談となった。クラブは移籍でなければ残留との方針を示していたが、移籍の破談を受けて、2013年7月には2016年6月までの契約延長した。
2014年8月7日、古巣サントスFCにレンタル移籍で復帰した。
2015年5月13日、ミランとの契約を解除した。
2015年7月16日、中国・スーパーリーグの広州恒大へ加入することを発表した。ミランとの契約が切れていたため、移籍金はかからなかった。契約期間は6ヶ月で、背番号は60番を着用予定だったが56番になった。AFCチャンピオンズリーグ2015は契約により登録外となった。2015年12月13日に行われたFIFAクラブワールドカップ2015のクラブ・アメリカ戦に先発出場した。広州恒大ではリーグ戦で9試合出場3得点、FIFAクラブワールドカップ2015で1試合の出場を記録した。その後契約を延長することはなく、2015シーズンをもって契約満了となった。
2016年2月11日、アトレチコ・ミネイロへの加入をクラブ公式HPで発表した。契約期間は2年間とのこと。サントス以外のブラジル国内クラブに在籍するのはキャリア初。サントスでデビューしたロビーニョは、欧州挑戦後にもサントスへのレンタル移籍を2度経験、大手メディア『ESPN』はサントスが再獲得に乗り出していると報じていたが、3度目の復帰は叶わなかった。
2017年11月23日、イタリアの裁判所は、2013年、ロビーニョが他のブラジル人5人とともに、アルバニア人女性に性的暴行を加えた罪で懲役9年の判決を下した。ロビーニョは裁判所に出廷しなかったものの、弁護士を通じて無罪を主張し、2022年まで続くことになる。
2018年1月23日、スィヴァススポルに移籍した。契約期間は1年半。
2018年12月27日、イスタンブール・バシャクシェヒルFKに移籍することが発表された。2020年8月7日、イスタンブール・バシャクシェヒルを退団すると発表された。
2020年10月10日、サントスへの移籍が発表された。契約期間は今季末までの5ヶ月間。当初、金銭面の厳しさを理由にサントス側は断ったが、ロビーニョ側が「月10レアル(190円)でも構わない」と言ったため、交渉を再開し、最終的に月1500レアル(2万8500円)の契約を結んだ。しかし前述の暴行容疑で裁判中のロビーニョの加入を主に女性サポーターやスポンサーが問題視していると報じられ、10月16日になるとサントスは、ロビーニョが暴行容疑の弁護に専念できるように、契約を双方合意の上一時停止すると表明した。その後は、自宅に引きこもって一切の取材を拒否していたが、2022年7月に取材を申し込んだブラジルのニュースサイト運営会社「ウニヴェルソ・オンライン」に対して、現役引退したことから取材には応じないとの声明を出した。
2022年1月、イタリアのローマ最高裁判所はロビーニョの上告を棄却、2017年の判決が確定した。しかしロビーニョ自身は母国ブラジルにおり、ブラジルは憲法で自国民の犯罪人引渡しを禁じていることから、2022年2月にイタリア司法当局は国際逮捕状を請求、ブラジル側に身柄の引き渡しを要請するも11月にブラジル政府は拒否した。2023年2月、イタリア司法当局は引き渡し要請を断念してイタリアで確定した9年の実刑判決をブラジル国内での執行を要請、2024年3月にブラジル高等裁判所もイタリアの判決を国内で執行することに問題はないとの判断を示したことから、ロビーニョは同月中に収監された。

### 代表

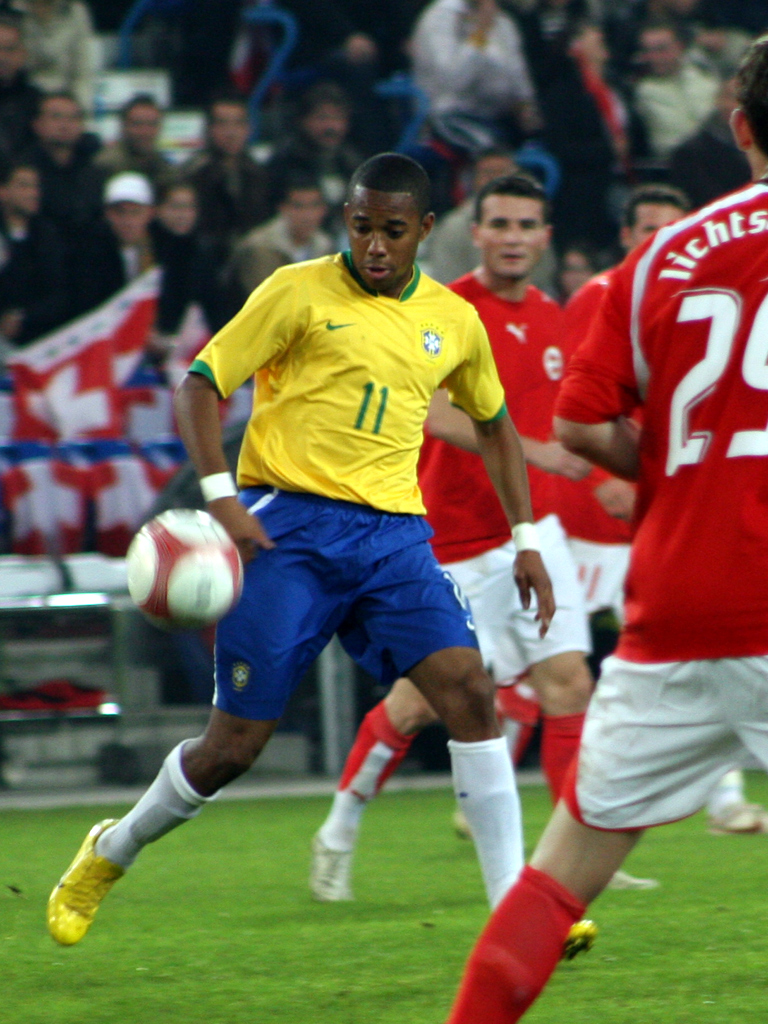
ブラジル代表でのロビーニョ（2006年）

2003年、ブラジル代表に招集され、同年7月13日に行われた2003 CONCACAFゴールドカップのメキシコ代表戦でデビュー。
2005年、FIFAコンフェデレーションズカップ2005では全5試合に出場し、グループリーグのギリシャ代表戦と日本代表戦で1得点ずつ、合計2得点をあげてチームの優勝に貢献した。2006年、ドイツで開催された2006 FIFAワールドカップの代表にも選出され、4試合に出場したが無得点に終わり、チームも準々決勝のフランス代表戦で敗れた。
2010 FIFAワールドカップでは決勝トーナメント1回戦のチリ代表戦で自身W杯初得点を挙げ、勝利に貢献。この試合のマンオブザマッチに選出された。続く準々決勝のオランダ戦でも先制点を挙げたが、チームは逆転負けし敗退した。

## エピソード
- ゴールを決めると指をくわえるパフォーマンスを行う。
- デビュー当初は「夢はバルセロナに移籍しロマーリオからロナウド、リバウド、ロナウジーニョと続くRの系譜を受け継ぎたい」と語っている。
- Jリーグ・川崎フロンターレに所属していたレナチーニョとガンバ大阪に所属していたパウリーニョとは仲がいい。
- サントス所属時代、若いチームメイトの間でカードゲームが爆発的に流行ってしまい、練習が散漫になったため、カードゲームが禁止されたことがある。その中には、ロビーニョの他にも、ジエゴがいた。
- 2011年2月10日のフランスとの親善試合で初めてブラジル代表のキャプテンとしてプレーしたが、活躍することはできず後半に交代した。
- 妻のヴィヴィアン・ググリエルメッティとは2009年に結婚。後に三男を儲けている。
- 長男のロブソン・ジュニオールもプロサッカー選手で、2024年現在、父親の古巣であるサントスのU-17チームに所属している。

## 個人成績
| クラブ               | シーズン     | リーグ | リーグ | カップ | カップ | リーグ | リーグ | 大陸別1 | 大陸別1 | その他2 | その他2 | 合計 | 合計 |
| クラブ               | シーズン     | 出場   | 得点   | 出場   | 得点   | 出場   | 得点   | 出場    | 得点    | 出場    | 得点    | 出場 | 得点 |
| -------------------- | ------------ | ------ | ------ | ------ | ------ | ------ | ------ | ------- | ------- | ------- | ------- | ---- | ---- |
| サントス             | 2001         | 5      | 1      | –      | –      | –      | –      | –       | –       | –       | –       | 5    | 1    |
| サントス             | 2002         | 30     | 10     | –      | –      | –      | –      | –       | –       | –       | –       | 30   | 10   |
| サントス             | 2003         | 32     | 8      | –      | –      | –      | –      | 20      | 7       | –       | –       | 52   | 15   |
| サントス             | 2004         | 37     | 21     | –      | –      | –      | –      | 8       | 4       | 10      | 7       | 55   | 32   |
| サントス             | 2005         | 11     | 7      | –      | –      | –      | –      | 9       | 6       | 14      | 11      | 34   | 24   |
| サントス             | Total        | 116    | 47     | –      | –      | –      | –      | 37      | 17      | 24      | 18      | 177  | 82   |
| R・マドリード        | 2005–06      | 37     | 8      | 6      | 4      | –      | –      | 8       | 0       | –       | –       | 51   | 12   |
| R・マドリード        | 2006–07      | 32     | 6      | 4      | 1      | –      | –      | 7       | 1       | –       | –       | 43   | 8    |
| R・マドリード        | 2007–08      | 32     | 11     | 2      | 0      | –      | –      | 6       | 4       | 2       | 0       | 42   | 15   |
| R・マドリード        | 2008–09      | 0      | 0      | 0      | 0      | –      | –      | 0       | 0       | 1       | 0       | 1    | 0    |
| R・マドリード        | Total        | 101    | 25     | 12     | 5      | –      | –      | 21      | 5       | 3       | 0       | 137  | 35   |
| マンチェスター・C    | 2008–09      | 31     | 14     | 0      | 0      | 0      | 0      | 10      | 1       | 0       | 0       | 41   | 15   |
| マンチェスター・C    | 2009–10      | 10     | 0      | 1      | 1      | 1      | 0      | –       | –       | –       | –       | 12   | 1    |
| マンチェスター・C    | Total        | 41     | 14     | 1      | 1      | 1      | 0      | 10      | 1       | –       | –       | 53   | 16   |
| サントス(loan)       | 2010         | 2      | 0      | 8      | 6      | –      | –      | 0       | 0       | 12      | 5       | 22   | 11   |
| サントス(loan)       | Total        | 2      | 0      | 8      | 6      | –      | –      | 0       | 0       | 12      | 5       | 22   | 11   |
| ミラン               | 2010–11      | 34     | 14     | 4      | 1      | –      | –      | 7       | 0       | –       | –       | 45   | 15   |
| ミラン               | 2011–12      | 28     | 6      | 3      | 1      | –      | –      | 8       | 3       | 1       | 0       | 40   | 10   |
| ミラン               | 2012-13      | 23     | 2      | 1      | 0      | –      | –      | 3       | 0       | –       | –       | 27   | 2    |
| ミラン               | 2013-14      | 23     | 3      | 2      | 1      | –      | –      | 7       | 1       | –       | –       | 32   | 5    |
| ミラン               | Total        | 108    | 25     | 10     | 3      | –      | –      | 25      | 4       | 1       | 0       | 144  | 32   |
| サントス(loan)       | 2014         | 16     | 4      | 5      | 5      | –      | –      | 0       | 0       | 0       | 0       | 21   | 9    |
| サントス(loan)       | 2015         | 4      | 2      | 3      | 1      | –      | –      | 0       | 0       | 13      | 5       | 20   | 8    |
| サントス(loan)       | Total        | 20     | 6      | 8      | 6      | –      | –      | 0       | 0       | 13      | 5       | 41   | 17   |
| 広州恒大             | 2015         | 10     | 3      | 0      | 0      | –      | –      | 0       | 0       | 1       | 0       | 11   | 3    |
| 広州恒大             | Total        | 10     | 3      | 0      | 0      | –      | –      | 0       | 0       | 1       | 0       | 11   | 3    |
| アトレチコ・ミネイロ | 2016         | 17     | 9      | 1      | 1      | –      | –      | 7       | 1       | 10      | 9       | 35   | 20   |
| アトレチコ・ミネイロ | Total        | 17     | 9      | 1      | 1      | –      | –      | 7       | 1       | 3       | 9       | 35   | 20   |
| Career total         | Career total | 415    | 129    | 38     | 22     | 1      | 0      | 100     | 28      | 67      | 37      | 658  | 221  |

1 UEFAチャンピオンズリーグ, UEFAヨーロッパリーグ, コパ・リベルタドーレス.
2 スーペルコパ・デ・エスパーニャ, スーペルコッパ・イタリアーナ, カンピオナート・パウリスタ.

## 代表歴

### 出場大会
- ブラジル代表
  - 2006 FIFAワールドカップ
  - 2010 FIFAワールドカップ

### 試合数
- 国際Aマッチ 100試合 29得点（2003年-2017年）[29]

| ブラジル代表 | 国際Aマッチ | 国際Aマッチ |
| 年           | 出場        | 得点        |
| ------------ | ----------- | ----------- |
| 2003         | 5           | 0           |
| 2004         | 1           | 0           |
| 2005         | 16          | 5           |
| 2006         | 10          | 0           |
| 2007         | 17          | 7           |
| 2008         | 11          | 5           |
| 2009         | 12          | 3           |
| 2010         | 11          | 6           |
| 2011         | 7           | 1           |
| 2013         | 2           | 1           |
| 2014         | 3           | 0           |
| 2015         | 4           | 1           |
| 2016         | 0           | 0           |
| 2017         | 1           | 0           |
| 通算         | 100         | 29          |

### 得点
| #   | 開催年月日     | 開催地                                                                     | 対戦国         | スコア | 結果       | 試合概要                             |
| --- | -------------- | -------------------------------------------------------------------------- | -------------- | ------ | ---------- | ------------------------------------ |
| 1.  | 2005年2月9日   | 銅鑼湾、香港スタジアム                                                     | 香港           | 0-6    | 1-7        | 2005ルナー・ニューイヤー・カップ     |
| 2.  | 2005年6月5日   | ポルト・アレグレ、エスタジオ・ベイラ＝リオ                                 | パラグアイ     | 4-1    | 4-1        | 2006 FIFAワールドカップ・南米予選    |
| 3.  | 2005年6月16日  | ライプツィヒ、ツェントラールシュタディオン                                 | ギリシャ       | 2-0    | 3-0        | FIFAコンフェデレーションズカップ2005 |
| 4.  | 2005年6月22日  | ケルン、ラインエネルギーシュタディオン                                     | 日本           | 1-0    | 2-2        | FIFAコンフェデレーションズカップ2005 |
| 5.  | 2005年6月5日   | ブラジリア、エスタジオ・マネ・ガリンシャ                                   | チリ           | 2-0    | 5-0        | 2006 FIFAワールドカップ・南米予選    |
| 6.  | 2007年7月1日   | マトゥリン、エスタディオ・モヌメンタル・デ・マトゥリン                     | チリ           | 1-0    | 3-0        | コパ・アメリカ2007                   |
| 7.  | 2007年7月1日   | マトゥリン、エスタディオ・モヌメンタル・デ・マトゥリン                     | チリ           | 2-0    | 3-0        | コパ・アメリカ2007                   |
| 8.  | 2007年7月1日   | マトゥリン、エスタディオ・モヌメンタル・デ・マトゥリン                     | チリ           | 3-0    | 3-0        | コパ・アメリカ2007                   |
| 9.  | 2007年7月4日   | プエルト・ラ・クルス、エスタディオ・オリンピコ・ルイス・ラモス             | エクアドル     | 1-0    | 1-0        | コパ・アメリカ2007                   |
| 10. | 2007年7月7日   | プエルト・ラ・クルス、エスタディオ・オリンピコ・ルイス・ラモス             | チリ           | 0-3    | 1-6        | コパ・アメリカ2007                   |
| 11. | 2007年7月7日   | プエルト・ラ・クルス、エスタディオ・オリンピコ・ルイス・ラモス             | チリ           | 0-4    | 1-6        | コパ・アメリカ2007                   |
| 12. | 2008年2月6日   | ダブリン、クローク・パーク                                                 | アイルランド   | 0-1    | 0-1        | 親善試合                             |
| 13. | 2008年5月31日  | シアトル、センチュリーリンク・フィールド                                   | カナダ         | 2-3    | 2-3        | 親善試合                             |
| 14. | 2008年9月7日   | サンティアゴ、エスタディオ・ナシオナル・デ・チリ                           | チリ           | 0-2    | 0-3        | 2010 FIFAワールドカップ・南米予選    |
| 15. | 2008年10月12日 | サン・クリストバル、エスタディオ・ポリデポルティーボ・デ・プエブロ・ヌエボ | ベネズエラ     | 0-2    | 0-4        | 2010 FIFAワールドカップ・南米予選    |
| 16. | 2008年10月12日 | サン・クリストバル、エスタディオ・ポリデポルティーボ・デ・プエブロ・ヌエボ | ベネズエラ     | 0-4    | 0-4        | 2010 FIFAワールドカップ・南米予選    |
| 17. | 2009年2月10日  | ロンドン、エミレーツ・スタジアム                                           | イタリア       | 0-2    | 0-2        | 親善試合                             |
| 18. | 2009年6月10日  | レシフェ、エスタディオ・ド・アルーダ                                       | パラグアイ     | 1-1    | 2-1        | 2010 FIFAワールドカップ・南米予選    |
| 19. | 2009年6月18日  | プレトリア、ロフタス・ヴァースフェルド・スタジアム                         | アメリカ合衆国 | 0-2    | 0-3        | FIFAコンフェデレーションズカップ2009 |
| 20. | 2010年3月2日   | ロンドン、エミレーツ・スタジアム                                           | アイルランド   | 0-2    | 0-2        | 親善試合                             |
| 21. | 2010年6月2日   | ハラレ、ナショナル・スポーツ・スタジアム                                   | ジンバブエ     | 0-2    | 0-3        | 親善試合                             |
| 22. | 2010年6月7日   | ダルエスサラーム、ベンジャミン・ムカパ・ナショナルスタジアム               | タンザニア     | 0-1    | 1-5        | 親善試合                             |
| 23. | 2010年6月7日   | ダルエスサラーム、ベンジャミン・ムカパ・ナショナルスタジアム               | タンザニア     | 0-2    | 1-5        | 親善試合                             |
| 24. | 2010年6月28日  | ヨハネスブルク、エリス・パーク・スタジアム                                 | チリ           | 3-0    | 3-0        | 2010 FIFAワールドカップ              |
| 25. | 2010年7月2日   | ポート・エリザベス、ネルソン・マンデラ・ベイ・スタジアム                   | オランダ       | 0-1    | 2-1        | 2010 FIFAワールドカップ              |
| 26. | 2011年8月10日  | シュトゥットガルト、メルセデス・ベンツ・アレーナ                           | ドイツ         | 2-1    | 3-2        | 親善試合                             |
| 27. | 2013年11月19日 | トロント、ロジャーズ・センター                                             | チリ           | 2-1    | 2-1        | 親善試合                             |
| 28. | 2015年6月27日  | コンセプシオン、エスタディオ・ムニシパル・デ・コンセプシオン               | パラグアイ     | 1-0    | 1-1 PK:3-4 | コパ・アメリカ2015                   |

## タイトル

### クラブ
サントスFC
- カンピオナート・ブラジレイロ：2回 (2002, 2004)

レアル・マドリード
- リーガ・エスパニョーラ：2回 (2006-07, 2007-08)
- スーペルコパ・デ・エスパーニャ：1回 (2008)

ACミラン
- セリエA：1回 (2010-11)
- スーペルコッパ・イタリアーナ：1回 (2011)

広州恒大
- 中国サッカー・超級リーグ：1回 (2015)

アトレチコ・ミネイロ
- カンピオナート・ミネイロ：1回 (2017)

イスタンブール・バシャクシェヒルFK
- スュペル・リグ：1回 (2019-20)

### 代表
ブラジル代表
- FIFAコンフェデレーションズカップ：2回 (2005, 2009)
- コパ・アメリカ：1回 (2007)

#### 個人
- ボーラ・ジ・プラッタ：3回 (2002, 2004, 2016)
- ボーラ・ジ・オーロ：1回 (2004)
- 世界最優秀若手選手賞：1回 (2004-05)
- コパ・アメリカ得点王：1回 (2007)
- コパ・アメリカMVP：1回 (2007)
- プレミオ・クラッキ・ド・ブラジレイロン(FW)：1回 (2016）